# Qian Xuantong
Dans ce nom chinois, le nom de famille, Qian, précède le nom personnel.
Qian Xuantong (chinois simplifié : 钱玄同 ; chinois traditionnel : 錢玄同 ; pinyin : Qián Xuántóng ; Wade : Ch’ien Hsüan-t’ung), né en 1887 dans la province du Zhejiang et mort le 17 janvier 1939, est un phonéticien chinois qui a promu le chinois vernaculaire (baihua) et le chinois simplifié dès 1922.

## Biographie
- Nom de naissance : Xing (行 xíng)
- prénom social (zi) : Xia (夏 xià)

Qian est né dans le district de Wuxing (吳興), province de Zhejiang. Il fut professeur dans de nombreuses universités. Il proposa la suppression des caractères chinois. C'était un adepte de l'espéranto, et un promoteur de la standardisation et simplification de la prononciation chinoise.
Son fils Qian Sanqiang fut un physicien nucléaire qui contribua au développement de l'arme nucléaire en Chine.